# Кипарисово
Кипари́сово — село в Надеждинском районе Приморского края, входит в состав Надеждинского сельского поселения.
Названо в честь А. Ф. Кипарисова, инженера-путейца, строителя Уссурийской железной дороги.

## История
В 1896 году на карте появляется станция Кипарисово – в честь инженера-строителя Южно-Уссурийской железной дороги Александра Фёдоровича Кипарисова.
В «Путеводителе по Великой сибирской железной дороге», изданном в 1900 году, в перечень населённых пунктов включён разъезд Кипарисов. 
Переселенческое управление насчитал в Кипарисово в 1902 году 22 двора с 28 домами и 25 хозяйственными постройками. Жителей было 95 мужского и 97 женского пола – 31 семья. Крестьяне держали крупный рогатый скот (более 80 голов) и лошадей (17 голов). В хозяйствах имелось 10 плугов, 24 телеги, 13 борон. 
В 1912, по статистическим данным,  в деревне уже 44 двора, 259 душ населения, грамотных – 110 человек, из которых мужчин – 82 человека. Кипарисовцы обустраивались добротно, обзаводились живностью: в хозяйствах держали 47 лошадей, свыше 60 – крупного рогатого скота и 142 головы мелкого.
До 1907 года дети школьного возраста учились в Раз-дольном, пока не появилась одноклассная школа Министерства народного просвещения. В первый учебный год за парты сели 13 мальчиков и 10 девочек. 
Недалеко от разъезда Кипарисово располагались стекольный завод, работающий на местном сырье – кварц-содержащем песчанике, и рабочий посёлок.
По переписи населения 1915 года в селении проживала 61 семья (226 мужчин и 173 женщины). По окрестно-стям насчитывалось 42 жилых территории – 29 заимок и несколько хуторов. 

## География
Село расположено на 707 километре федеральной трассы «Уссури» и на 9228 км Транссиба. Расстояние до Владивостока по трассе около 51 километра, до райцентра села Вольно-Надеждинское — 14 км.

## Инфраструктура
Станция Кипарисово ДВЖД.
Есть дом культуры.

## Население
Население по оценке 2005 года составляло 914 человек.
| 1900 | 1912 | 1915 | 2002 | 2004 | 2005 | 2008 |
| ---- | ---- | ---- | ---- | ---- | ---- | ---- |
| 18   | ↗234 | ↗399 | ↗936 | ↘928 | ↘914 | ↘860 |
| 2010 |      |      |      |      |      |      |
| ↗875 |      |      |      |      |      |      |